# Stelis thoerleae
Stelis thoerleae är en orkidéart som beskrevs av Carlyle August Luer. Stelis thoerleae ingår i släktet Stelis och familjen orkidéer. Inga underarter finns listade i Catalogue of Life.